# Torres Peak
Torres Peak – siódmy pod względem wysokości szczyt Nowej Zelandii, położony w Alpach Południowych.